# 6e cérémonie des Rubans d'argent
La 6e cérémonie des Rubans d'argent, organisée par le syndicat national des journalistes cinématographiques italiens, s'est déroulée en 1951.

## Palmarès

### Meilleur réalisateur
- Alessandro Blasetti - Sa Majesté monsieur Dupont

### Meilleur scénario
- Alessandro Blasetti et Cesare Zavattini - Sa Majesté monsieur Dupont

### Meilleure actrice
- Anna Maria Pierangeli - Demain il sera trop tard

### Meilleur acteur
- Aldo Fabrizi - Sa Majesté monsieur Dupont

### Meilleure actrice dans un second rôle
- Giulietta Masina - Les Feux du music-hall

### Meilleure acteur dans un second rôle
- Umberto Spadaro - Mara fille sauvage

### Meilleure photographie
- Marco Scarpelli - L'edera

### Meilleure musique de film
- Giovanni Fusco - Chronique d'un amour

### Meilleurs décors
- Guido Fiorini - Miracle à Milan

### Ruban d'argent du meilleur court-métrage
- Notturno de Vittorio Sala

### Meilleure actrice étrangère dans un film italien
- Ingrid Bergman - Stromboli

### Prix spéciaux
- Luigi Rovere pour le sérieux de sa production
- Michelangelo Antonioni pour les valeurs stylistiques et humaines de Chronique d'un amour

### Réalisateur du meilleur film étranger
- Billy Wilder - Boulevard du crépuscule

### Meilleure actrice étrangère
- Gloria Swanson - Boulevard du crépuscule

### Meilleur acteur étranger
- Pierre Fresnay - Dieu a besoin des hommes